# Кранккор
Кранккор (Crunkcore, также называемый crunk punk, screamo-crunk и scrunk) — музыкальный жанр, совмещающий кранк с элементами скримо. Американское издание The Phoenix давало такое определение жанру: «кранккор — это комбинация минималистического хип-хопа восточного побережья, техно-брейкдаунов, простых ритмов драм-машины, надрывного вокала и личной поэтики». В другой статье журнал назвал кранккор «смесью Panic! at the Disco и электронной музыки». Сформировашуюся вокруг жанра субкультуру называют «Сцен кидами» (англ. Scene Kids).
Основными исполнителями этого жанра критики называют Brokencyde, 3OH!3, Millionaires, Breathe Carolina, I Set My Friends on Fire, Family Force 5, Kesha и MC ParaMaKo.

## История и музыкальная характеристика

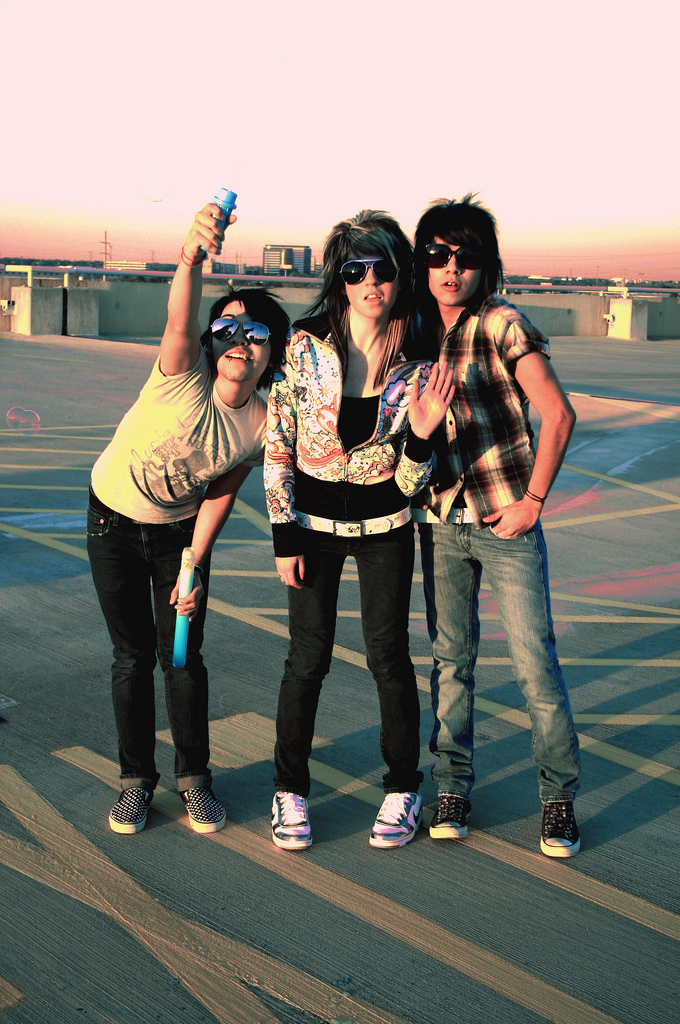
Сцен киды

Первой группой, исполняющей кранккор, были Brokencyde, они также популяризовали термины «Scene kids» и «Crunk punk». В своём творчестве они оттолкнулись от традиционного скримо, добавив танцевальные ритмы и эмо-поп-баллады с вкраплением рэпа. В последующих релизах они пошли в ещё большее смешение жанра с рэпом и электронной музыкой. Эту тенденцию продолжили другие группы, разбавив жанр электро-попом.

## Оценки
Кранккор подвергся жёсткой критике со стороны американских СМИ, особенно музыкальных. Так, музыкальный журналист Guardian Джон Мак-Доннэлл, в целом иронизируя над смешением эмо и хип-хопа, назвал группу основоположника BrokenCyde «худшим, что случалось с музыкой». По его словам, уже просмотра их клипов достаточно, чтобы пройти мимо этой группы. Журнал Metal Edge раскритиковал выступление кранккор групп на Vans Warped Tour, в том числе назвав BrokenCyde «невъе**енно чудовищными» (англ. fucking horrendous). Другие издания давали жанру такие оценки как «оскорбление традиционного панка» и «дисней-поп».